# Alty
Alty Inc. (укр. Алті) понад 15 років допомагає своїм клієнтам виходити на новий рівень цифрової взаємодії з користувачами, створюючи для них продукти, що якісно впливають на різні сфери їхнього життя. Компанія має багато успішних проєктів з такими міжнародними компаніями, як Droom, Involvio, Kashable, Renovite тощо, але не менший внесок у її становлення зробили компанії з України. З найбільшим банком країни – ПриватБанком – Alty співпрацює 7 років, за які було розроблено понад 15 продуктів, що покращили цифровий досвід користувачів банку.
У 2017 році команда Alty спроєктувала дизайн всього інтерфейсу першого необанку України – monobank, за що отримала міжнародну нагороду Red Dot Design Awards в категорії «Найкращий дизайн». monobank змінив уявлення українців про те, якою може бути взаємодія з банком і яким має бути цифровий продукт. Цей досвід посприяв глобальній трансформації Alty: компанія обрала для себе шлях подальшого розвитку саме у сферах банкінгу і фінтеху. Через рік компанія вже стала офіційним партнером VISA і Mastercard, а також розширила портфоліо співпрацею з найбільшими банками різних країн, серед яких – Ощадбанк (Україна), ABA Bank (Камбоджа), MAIB (Молдова), Forte Bank та Halyk Bank (Казахстан), GTBank (Африка) тощо.
Сьогодні Alty – один із лідерів у сфері розробки банківських та фінтех продуктів у регіоні CEMEА. Також команда активно працює над удосконаленням знань в інших напрямках, таких як подорожі, торгівля, комунікації, та інші, щоб рівноцінно впливати на досвід користувачів кожної категорії. Мета Alty – вплинути на досвід 1 мільярда людей у всьому світі та змінити їх уявлення про топові цифрові продукти.

## Історія
Історія Alty розпочалась у 2009 році з роботи над проектом для австралійського клієнта. Тоді компанія спеціалізувалася на дизайні та розробці веб- і iOS-продуктів. Поступово її портфоліо поповнювалося невеликими українськими проектами із різних сфер, проте основним ринком залишалась Австралія.
Упродовж наступних років Alty активно розвивала міжнародний вектор, підкорюючи не тільки європейські ринки, а й США, Китай, Індію. Тоді географія клієнтів української компанії лише на 10% складалася з локальних замовників, найбільшим серед яких був «ПриватБанк».
Усе змінилося у 2017 році, коли до Alty прийшли Олег Гороховський та Михайло Рогальський з ідеєю створення monobank. Відтоді все більше українських клієнтів звертаються до компанії, їхня частка на піку досягла 80%. Водночас Alty остаточно зосереджується на сфері міжнародного банкінгу та фінтеху, стрімко розвиваючи та поглиблюючи свою експертизу у цих напрямках.
У 2019 та 2020 роках Alty розпочинає партнерство з Visa і Masterсard, разом з якими активно працює над міжнародними продуктами — за експертизою до команди дизайнерів та розробників компанії починають приходити замовники з Близького Сходу та Африки.
В 2025-му році компанія продовжує співпрацю з українськими та зарубіжними бізнесами, впроваджуючи інновації у сфері АІ та крипто.

### Вплив війни на компанію
У лютому 2022 року, напередодні повномасштабного вторгнення Росії в Україну, керівництво Alty Inc. почало готувати компанію до можливих надзвичайних ситуацій, надаючи співробітникам рекомендації щодо безпеки та планування евакуації.
Під час війни компанія втратила близько 10% своїх проектів, зокрема з білоруськими банками. Однак 30% проектів, які були тимчасово призупинені на початку війни, вдалося відновити. Компанія активно адаптувалася до нових умов роботи, переходячи на віддалений формат та зберігаючи штат співробітників.

## Продукти та послуги

### Розробки під час війни
Під час війни Alty Inc. розробила додаток для навчання цивільних та військових осіб наданню першої домедичної допомоги, а також мобільний трекер втрат окупантів у співпраці з Генеральним штабом Збройних Сил України.